# Galanthis

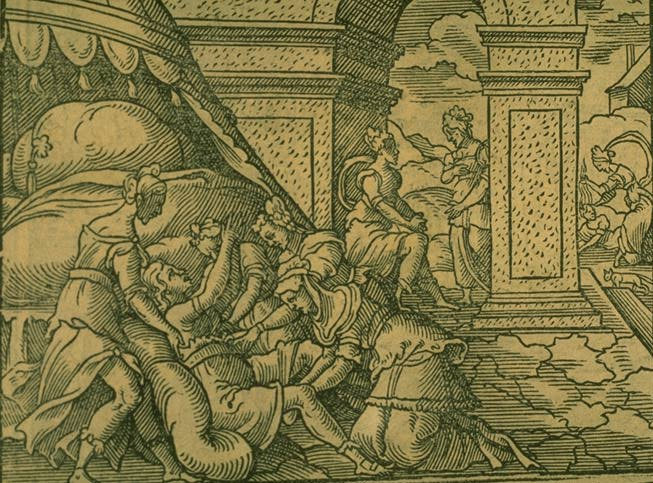
L'accouchement d'Alcmène, gravure de Virgil Solis pour le livre IX des Métamorphoses d'Ovide (1581). Au fond à droite, on peut voir Ilithyie punir Galanthis

Dans la mythologie grecque, Galanthis (du latin Galanthis), aussi nommée Historis chez Pausanias, est la servante d'Alcmène.

## Mythe
Dans la version la plus connue, chez Ovide, Galanthis est une « fille du peuple » (media de plebe) dévouée à sa maîtresse. Alors qu'Alcmène doit accoucher d'Héraclès, sa délivrance est empêchée par Ilithyie suivant les ordres d'Héra, jalouse. Mais Galanthis aperçoit la déesse et se joue d'elle en lui racontant que l'accouchement est fini : Ilithyie relâche son effort et Alcmène est délivrée. Essuyant les moqueries de Galanthis, la déesse se venge en la métamorphosant :

« Lucine [...] transforma ses bras en pattes antérieures.

Son zèle d'antan subsiste et le pelage de son dos n'a rien perdu

de sa couleur ; mais sa forme est différente de ce qu'elle était.

Pour avoir aidé une femme en couches d'une bouche menteuse

elle enfante par la bouche ; et comme avant elle hante nos maisons. »

L'animal, qui n'est pas nommé par Ovide (pas plus que par Antoninus Liberalis, cf. infra), serait en fait une belette. En effet les Anciens croyaient que la belette « conçoit par l'oreille et enfante par la bouche » et Pline l'Ancien parle de la belette « qui erre dans nos maisons ». De plus on peut rattacher le nom de Galanthis au grec γαλέη / galéê, « belette », par une étymologie fantaisiste.
Antoninus Liberalis livre une version très proche d'Ovide en citant Nicandre comme source (qui a donc pu inspirer aussi la version ovidienne). Chez lui, Galanthis s'appelle Galinthias (Γαλινθιάς / Ganlinthiás) et est fille d'un Thébain nommé Proétos. Elle se joue des Moires (plutôt que d'Ilithyie) et subit la même métamorphose, l'auteur précisant que l'animal est « fécondé par les oreilles et donne naissance par la bouche ». Hécate prend par la suite pitié d'elle et en fait sa servante sacrée. En outre, Héraclès fait réaliser une statue à l'image de Galinthias devant laquelle les Thébains honoraient le culte du héros.
Chez Pausanias enfin, la servante se nomme Historis (Ἱστορις / Historis) et est fille de Tirésias. Selon le même schéma, elle aurait poussé un grand cri de joie qui aurait trompé le « groupe de sorcières » envoyé par Héra. Ces sorcières ne sont pas identifiées, mais Pausanias rapporte qu'il en a vu des bas-reliefs assez abîmés lors de son passage à Thèbes.